# Ziekte-inzicht
Ziekte-inzicht is het besef van iemand die een ziekte heeft, dat hij of zij deze ziekte heeft. Dit is, met name in de psychiatrie, niet altijd vanzelfsprekend. Mensen met de merkwaardigste denkbeelden kunnen zichzelf volstrekt normaal vinden en de hele wereld om hen heen gek. Ook bij somatische aandoeningen komt het echter weleens voor, vaak door ontkenning, soms door niet-aangeboren hersenletsel. Het niet hebben van ziekte-inzicht (anosognosie) kan een symptoom van de ziekte zijn.